# Шнала за косу
Шнала за косу је копча која одржава косу на месту. Често се прави од метала или пластике, а понекад садржи и украсни материјал.
Може да се носи на неколико различитих начина, у складу са њиховом величином. Мала шнала се често носи напред, а велика (обично величине 8-10 цм) позади, како би одржала више косе. Понекад се користе, искључиво, у декоративне сврхе.

## Историја
Много различитих врста шнала за косу измишљено је у 20. веку. Онe које су најпознатије су издужена шнала за косу, која је измишљена 1972. године, и једноставна шнала за косу.
Археолошки резултати показују да су шнале користили само најбогатији Египћани, а касније и антички Грци, Етрурци и антички Римљани.